# Port lotniczy Tamale
Port lotniczy Tamale – port lotniczy zlokalizowany w ghańskim mieście Tamale.

## Kierunki lotów i linie lotnicze
| Linia Lotnicza        | Kierunek |
| --------------------- | -------- |
| Africa World Airlines | 1. Akra  |
| Passion Air           | 1. Akra  |